# نادي آريا مشهد
نادي آريا مشهد لكرة القدم (بالفارسية: آریا مشهد)، هو نادي رياضي لكرة القدم سابقاً، أسس عام 1970م، وكان موقع النادي في مدينة مشهد الإيرانية.